# Матијс Госен
Матијс Госен (хол. Mathys Goosen; Јоханезбург, 18. мај 1996) холандски је пливач чија специјалност су спринтерске трке делфин стилом. 

## Спортска каријера
Успешан дебитантски наступ на међународној сцени Госен је имао 2014. на Олимпијским играма младих у кинеском Нанђингу где је освојио бронзану медаљу у трци на 50 метара делфин стилом. 
Први наступ на сениорским такмичењима имао је на светском првенству у Будимпешти 2017. где се такмичио у обе спринтерске трке делфин стилом, а најбољи резултат остварио је у трци на 50 метара коју је окончао на 12. месту у полуфиналу. На дупло дужој деоници био је укупно 17. у конкуренцији 72 пливача. Током 2018. углавном се такмичио на митинзима светског гран-прија у малим базенима.
На светском првенству у корејском Квангџуу 2019. наступио је у четири дисциплине: појединачно на 50 и 100 делфин (24. и 22. место у квалификацијама) и у штафетама 4×100 мешовито (15) и 4×100 мешовито микс (осмо место у финалу).